# L̮
L̮ (minuscule : l̮), appelé L brève souscrite, est une lettre utilisée dans la romanisation ISO 15919, et dans plusieurs systèmes de transcription phonétiques dont l’alphabet de Bourciez, l’alphabet phonétique de la RFE ou l’alphabet Rousselot-Gilliéron. Il s’agit d’un L diacrité d’une brève souscrite.

## Utilisation
Dans l’alphabet de Bourciez, l’alphabet phonétique de la RFE ou l’alphabet Rousselot-Gilliéron, le l brève souscrite représente une consonne spirante latérale palatale voisée [ʎ].

## Représentations informatiques
Le L brève souscrite peut être représenté avec les caractères Unicode suivants :
- décomposé (commandes C0 et latin de base, diacritiques) :

| formes    | représentations | chaînes de caractères | points de code | descriptions                                          |
| --------- | --------------- | --------------------- | -------------- | ----------------------------------------------------- |
| majuscule | L̮               | L◌̮                    | U+004C U+032E  | lettre majuscule latine l diacritique brève souscrite |
| minuscule | l̮               | l◌̮                    | U+006C U+032E  | lettre minuscule latine l diacritique brève souscrite |